# Johannes Erm
Johannes Erm, född 26 mars 1998, är en estländsk friidrottare som  tävlar i mångkamp.

## Karriär
Vid inomhusvärldsmästerskapen i friidrott 2024 tog han brons i sjukamp. Vid europamästerskapen i friidrott 2024 tog han guld i tiokamp.